# Canon EOS R10
EOS 850D (réflex)
Le Canon EOS R10 est un appareil photo hybride (à objectifs interchangeables) au format APS-C produit par Canon. L'appareil a été annoncé le 24 mai 2022 et commercialisé au Japon le 23 juin 2022. Avec le Canon EOS R7, le R10 est le second des deux appareils APS-C de la gamme EOS R de Canon. Deux objectifs RF-S ont été proposés comme objectifs de kit avec le R10 : le RF-S 18-150mm f/3.6-6.3 IS STM et le RF-S 18-45 f/4.5-6.3 IS STM.

## Principales caractéristiques
Le R10 est le deuxième modèle de la gamme d'appareils hybrides APS-C de Canon, dont il constitue le milieu de gamme, le haut de gamme étant représenté par l'EOS R7. Contrairement à ce dernier, il ne possède pas de stabilisation d'images intégré au boîtier, un capteur de définition plus faible (24,4 Mpx) et un seul emplacement de carte mémoire,.
Voici les principales caractéristiques du R10 :
- Capteur CMOS APS-C de 24,2 mégapixels[6]
- Dual Pixel CMOS AF II avec suivi des personnes, des animaux et des véhicules[6]
- Mode rafale haute vitesse, allant jusqu'à 15 fps avec l'obturateur mécanique et jusqu'à 23 fps avec l'obturateur électronique[6]
- Enregistrement vidéo :
  - 4K/60 fps avec un recadrage d'environ 1,5x
  - 4K/30 fps avec une couverture de 100 % (sans recadrage)[6]
  - 1080p jusqu'à 120 fps[6]
  - HDR PQ[6]
- Autofocus à couverture 100 % (en sélection Auto)[6]
- Autofocus à 4503 points, avec 651 zones d'autofocus en sélection automatique[6]
- Plage de sensibilité ISO de 100 à 32000 ; extensible jusqu'à 51200[6]
- Viseur électronique OLED 0,39" de 2,36 millions de points avec un taux de rafraichissement réglable 60/120 fps
- Écran tactile LCD orientable[6]
- Un seul emplacement pour carte mémoire SD UHS-II[6]
- Connecteur USB 2 type-C pour la charge et le transfert des données[6]
- Connectivité Wi-Fi et Bluetooth[6]
- Processeur d'images DIGIC X [6]